# Agrilus taeniatus
Agrilus taeniatus är en skalbaggsart som beskrevs av Louis Alexandre Auguste Chevrolat 1835. Agrilus taeniatus ingår i släktet Agrilus och familjen praktbaggar. Inga underarter finns listade i Catalogue of Life.